# Karamelo Santo
Karamelo Santo ist eine argentinische Band aus Mendoza. In ihrer Musik verbinden sich Stile wie Reggae und Ska mit lateinamerikanischen Tänzen wie Cumbia und Murga, aber auch mit Punk-Einflüssen. Neben Desorden Público, Los Fabulosos Cadillacs und Panteón Rococó zählt sie zu den bekanntesten lateinamerikanischen Vertretern des Genres.

## Geschichte

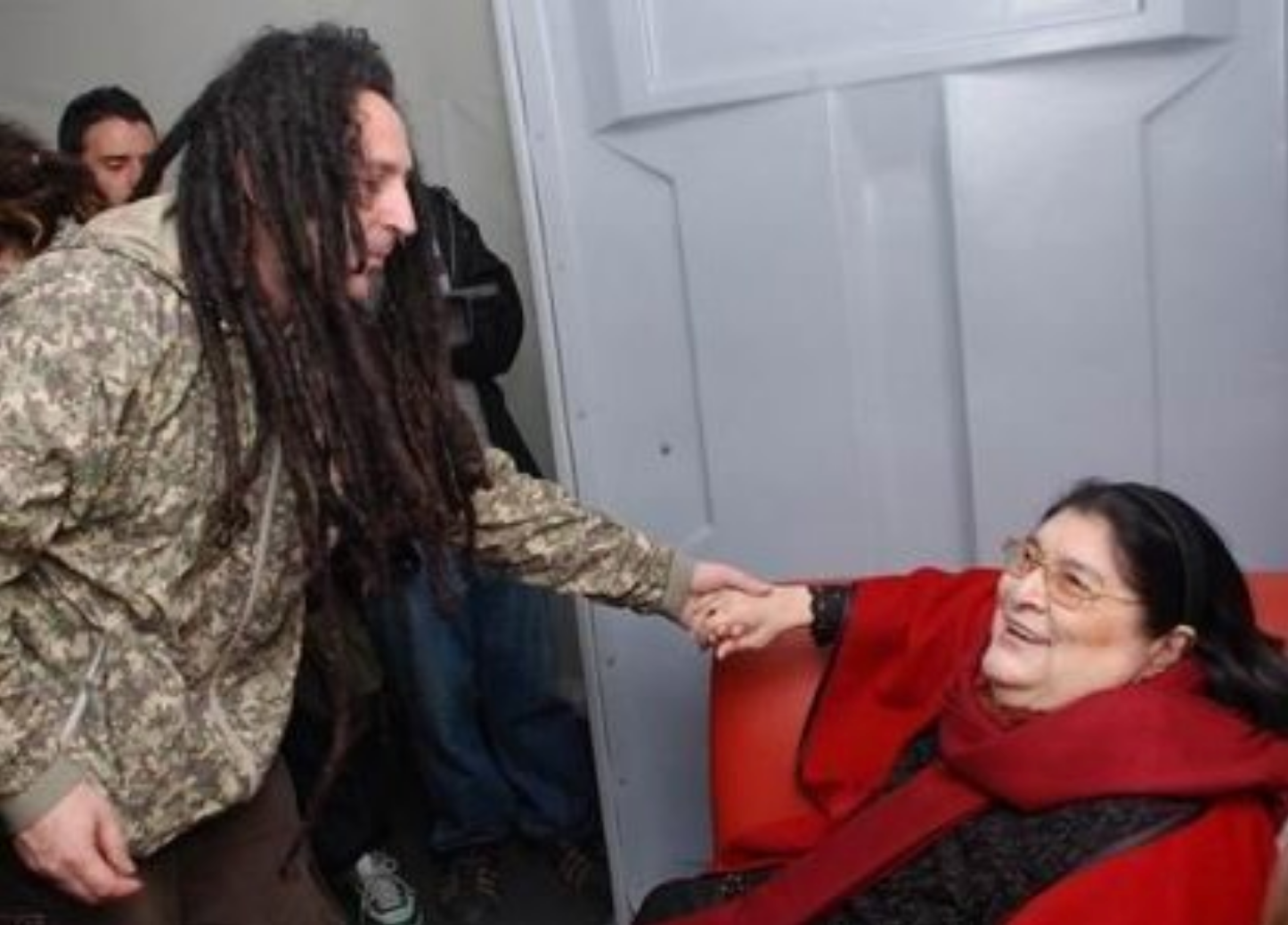
Goy de Karamelo Santo und Mercedes Sosa während der Ernennung von beiden zu Kulturbotschaftern von Mendoza im Jahr 2008

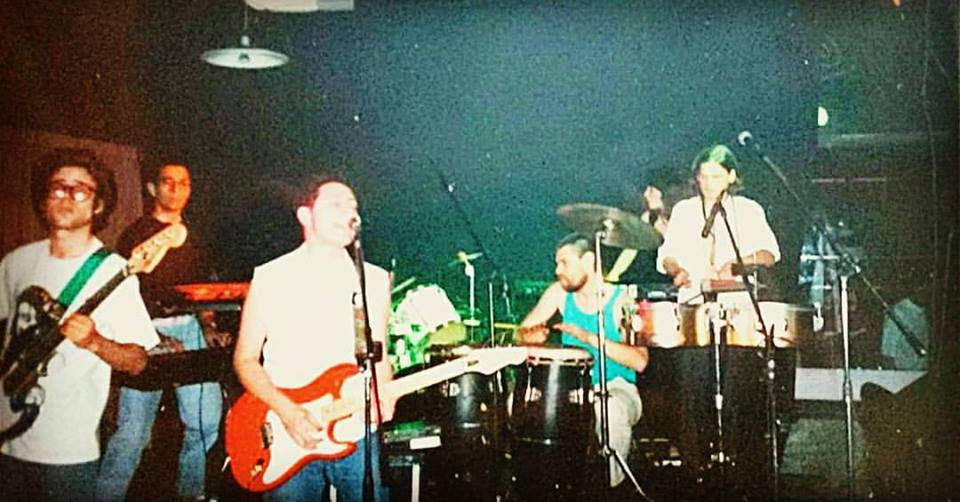
Karamelo Santo 1992

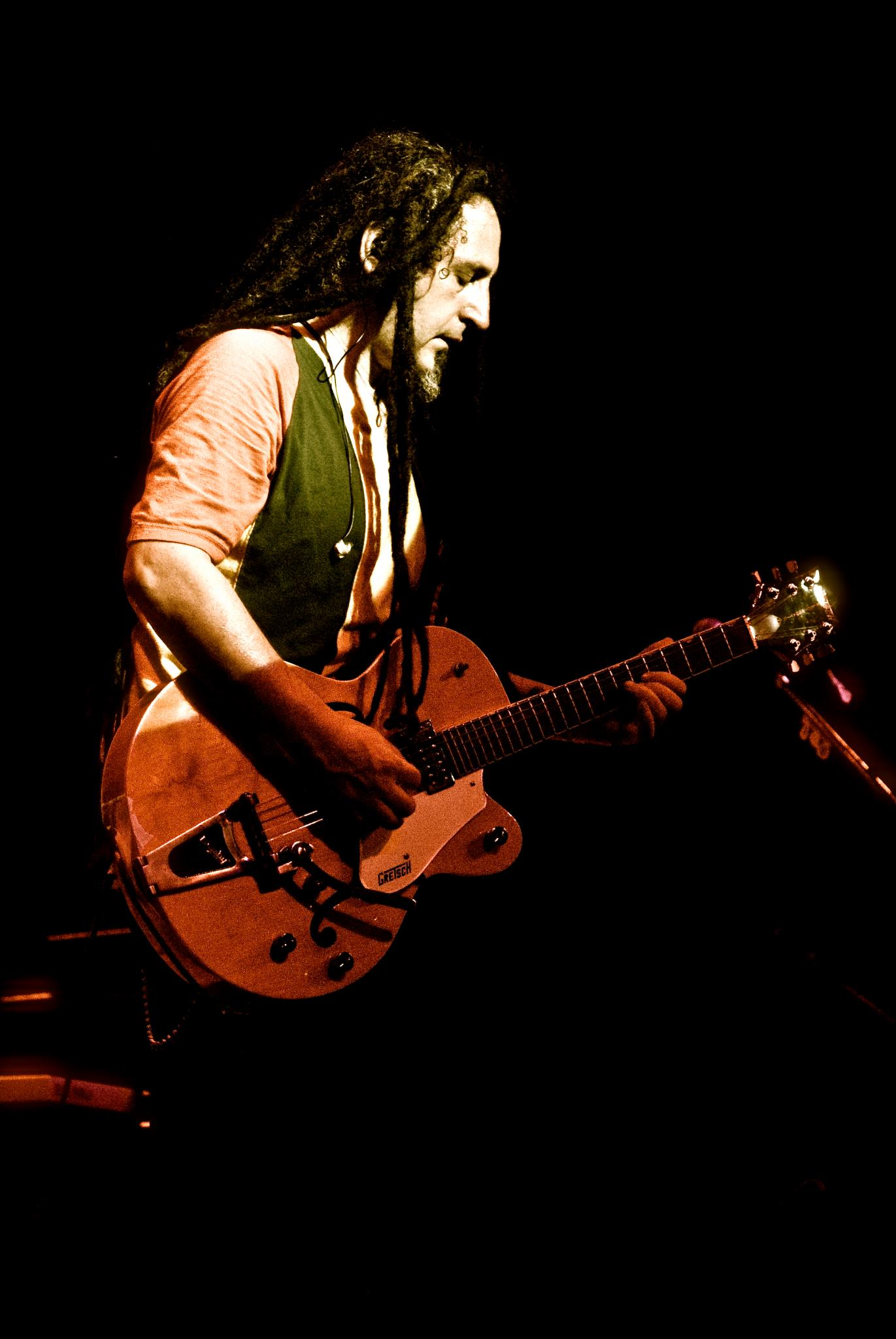
Sänger Goy auf dem Highfield-Festival 2007

Die Band wurde 1993 gegründet und nahm als erstes eine Single namens Baila Gordito auf. Ihr unabhängig produziertes Debütalbum La Kulebra wurde 1995 veröffentlicht und entwickelte sich in der Reggae- und Ska-Szene Argentiniens schnell zum Geheimtipp.
1997 zog die gesamte Band in ein Haus in Buenos Aires um, wo sie ein Studio einrichteten. Dort produzierten sie sowohl ihre eigene Musik als auch die von anderen Bands, um das Equipment zu finanzieren. Im selben Jahr erschien ihr zweites Album Perfectos Idiotas, mit dem sie den Grundstein für ihren landesweiten Erfolg legten. In der Folge tourten sie zum ersten Mal im Ausland: in Chile, Uruguay, Mexiko und den USA.
2001 erschien beim Label Benditas Producciones das Nachfolgealbum Los Guachos, das als erstes ein Jahr später auch in Deutschland (bei Übersee Records) veröffentlicht wurde. In zwei Songs des Albums wirkte Manu Chao als Gastsänger mit. Es folgte eine ausgedehnte Europatour durch Frankreich, Deutschland, Österreich und Dänemark.
Mit dem vierten Album Haciendo Bulla (2004) gelang ihnen zum ersten Mal der Einstieg in die Top-Positionen der argentinischen Charts (Fruta Amarga).

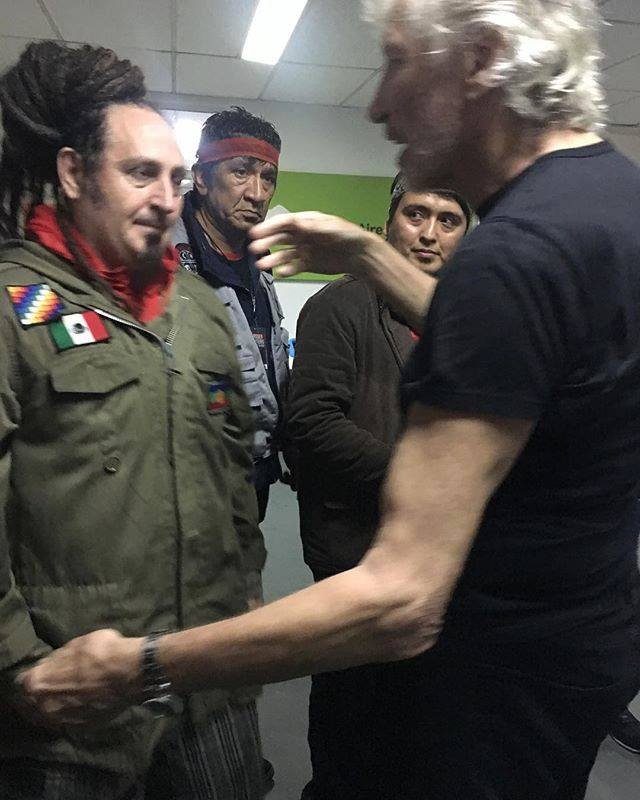
Roger Waters gratuliert Goy de Karamelo Santo zu seiner Arbeit, Produktion und Sichtbarkeit des Soundtracks und der Musik der einheimischen Pueblos Amerikas, November 2018

## Diskografie

### Alben
- 1995: La Kulebra (Kangrejoz Records)
- 1997: Perfectos Idiotas (Kangrejoz Records / 2005 Veröffentlichung auf Übersee Records)
- 2001: Los Guachos (Benditas Producciones / 2003 Veröffentlichung auf Übersee Records)
- 2003: Vivo Roskilde Festival 03 (Kangrejoz Records)
- 2004: Haciendo Bulla (Übersee Records)
- 2006: La Gente Arriba (Benditas Producciones / 2007 Veröffentlichung auf Exil)
- 2007: Perfectos Idiotas (Benditas Producciones)
- 2008: Antena Pachamama (Benditas Producciones)
- 2009: El Baile Oficial (Kangrejoz Records)
- 2013: Karamelo Santo (Benditas Producciones)
- 2015: Severa Bullaranga! (Kangrejoz Records)
- 2015: Mega Acústico (Kangrejoz Records)
- 2015: Soy Cuyano (Kangrejoz Records)
- 2016: Remedio De Mi Corazón (Kangrejoz Records)
- 2019: El Gran Poder Vol.1 (Kangrejoz Records)
- 2020: El Gran Poder Vol.2 (Kangrejoz Records)
- 2021: No Nos Cuenten Cromañon (Kangrejoz Records)
- 2022: Venceremos (Kangrejoz Records)

### Singles und EPs
- 1993: Baila Gordito
- 2005: La Chamarrita (Promo-Best-Of-EP)
- 2014: Otro Paso Adelante! (EP)

### Kompilationen
- 2006: 95–06 (Best of, Exil/Indigo)
- 2007: Box-Set, inkl. Los Guachos & Haciendo Bulla (Übersee Records)